# Isla Fisher
Isla Lang Fisher (Mascate, Omán; 3 de febrero de 1976) es una actriz y escritora australiana.De padres escoceses, se mudó a Perth a los seis años. Después de aparecer en varios comerciales de televisión, asumió el papel principal de Shannon Reed en la serie Home and Away (1994-97), obteniendo dos nominaciones a los Logie Awards.
Llegó a Hollywood con un papel en la película Scooby-Doo (2002), y desde entonces ha alcanzado reconocimiento internacional por sus papeles en las películas Wedding Crashers (2005),Dr. Seuss' Horton Hears a Who! (2008), Confessions of a Shopaholic (2009), Rango (2011), The Great Gatsby (2013) y Now You See Me (2013). Sus otros créditos cinematográficos notables incluyen I Heart Huckabees (2004), The Lookout (2007), Definitely, Maybe (2008), Bachelorette (2012), Rise of the Guardians (2012) y Keeping Up with the Joneses (2016).  También tuvo una aparición durante nueve episodios en la cuarta temporada de Arrested Development (2013).
Además de actuar, Fisher ha escrito dos novelas para adolescentes y la serie de libros Marge in Charge.

## Primeros años
Fisher nació en Mascate, Omán, hija de padres escoceses: Elspeth Reid y Brian Fisher. Su padre trabajaba en ese momento como banquero en Omán para la Organización de las Naciones Unidas. Cuando tenía seis años, Fisher y su familia regresaron a su ciudad natal, Bathgate, Escocia, y luego a Perth, en el oeste de Australia. Tiene cuatro hermanos y ha dicho que tuvo una «gran educación en Perth con una vida muy divertida». Ha especificado que su «sensibilidad es australiana», que tiene una «actitud relajada hacia la vida» y que siente que es «muy australiana». Se considera feminista. Su madre y sus hermanos viven en Atenas, Grecia, mientras que su padre divide su tiempo entre Frankfurt, Alemania, y Nicaragua. Fisher asistió a la Escuela Primaria Swanbourne y al Colegio Metodista para Señoritas de Perth. Apareció en papeles principales en producciones escolares tales como Little Shop of Horrors. A los 21 años, asistió a L'École Internationale de Théâtre Jacques Lecoq, en París, donde estudió cursos de payaso, de mimo y commedia dell'arte.

## Trayectoria
De 1994 a 1997, desempeñó el papel de Shannon Reed en la popular telenovela australiana Inicio y fuera. Después de salir de la popular telenovela, Fisher, matriculada en un prestigioso L'École Internationale de Théâtre Jacques Lecoq de París, llegó a aparecer en pantomima en el Reino Unido. También hizo una gira con Darren Day del musical Summer Holiday, y apareció en la obra de teatro llamada Così, en Londres. En 2002, Fisher hizo un papel de apoyo en la película Scooby-Doo, interpretando a Mary Jane, la enamorada de Shaggy Rogers. Después tuvo un papel menor en la película de 2004 Extrañas coincidencias, donde actuó como Heather. 
Su trayectoria en el cine tomó impulso con la comedia Wedding Crashers (2005), con Vince Vaughn y Owen Wilson, en la que interpretó el papel de la hija menor sexualmente agresiva de un político que se enamora de un irresponsable invitado a una boda. Sobre su papel en la película, comentó: «Fue un personaje interesante de interpretar, porque estaba muy loca y carecía de cualquier tipo de etiqueta social. No le importa lo que piensen los demás». Para una escena en particular, que involucraba contenido sexual, utilizó una doble. La película fue recibida favorablemente por los críticos y recaudó 285,1 millones de dólares en todo el mundo. La revista Empire consideró que Fisher era una «alegría inesperada que se roba las escenas», y su actuación le valió el premio a la mejor actuación revelación en los MTV Movie Awards de 2006 y dos nominaciones a los Teen Choice Awards.
En 2006 interpretó a Becca en la película London, junto con los actores Jessica Biel, Chris Evans y Jason Statham. En 2007, apareció en la película The Lookout, un thriller coprotagonizado por Joseph Gordon-Levitt y Matthew Goode, y actuó en Hot Rod, junto con Andy Samberg. Fisher fue programada para aparecer en Los Simpson: la película, aunque su aparición se redujo a partir de la versión final. En 2008 protagonizó la película Wedding Daze, con el actor Jason Biggs; Definitely, Maybe donde actuó con sus coestrellas Ryan Reynolds, Elizabeth Banks y Abigail Breslin; prestó su voz para la película animada Dr. Seuss' Horton Hears a Who!. Fisher ha coescrito un guion titulado Groupies con Amy Poehler, así como otro proyecto titulado The Cookie Queen. Más recientemente protagonizó la película Confessions of a Shopaholic, donde interpretó a Rebecca Bloomwood, una graduada universitaria que trabaja como una periodista financiera en la ciudad de Nueva York, actuando junto con Hugh Dancy y Krysten Ritter.

## Vida personal

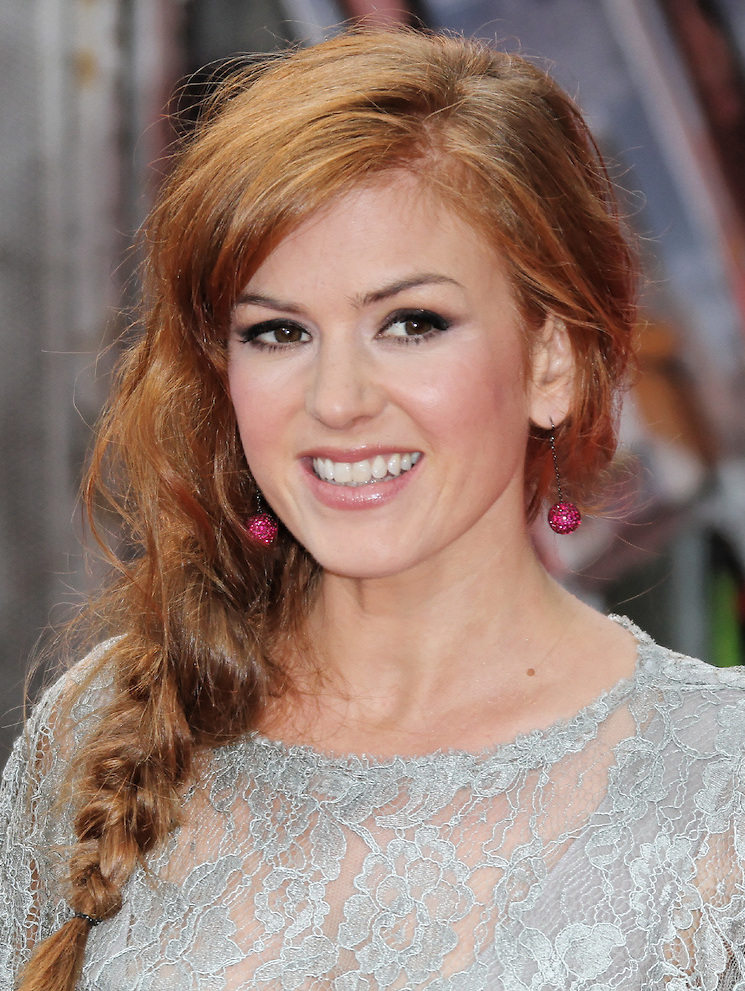
Fisher en el estreno en Londres de The Dictator (2012)

### Familia
Fisher conoció al comediante inglés Sacha Baron Cohen en 2001 en una fiesta en Sídney, Australia. La pareja se comprometió en 2004, y luego se casó el 15 de marzo de 2010, en una ceremonia judía en París, Francia. La pareja tiene dos hijas, Olive (2007) y Elula (2011), y un hijo, Montgomery (2015). La familia reside en Londres y Los Ángeles.El 5 de abril de 2024, Fisher y Baron Cohen anunciaron a través de Instagram que habían solicitado el divorcio en 2023.

### Religión
Antes de casarse, Fisher se convirtió al judaísmo y dijo: «Definitivamente tendré una boda judía solo para estar con Sacha. Haría cualquier cosa—para cambiarme a cualquier religión—para unirme en matrimonio con él. Tenemos un futuro en común y viene la religión en segundo lugar al amor en lo que a nosotros respecta». Completó su cambio a principios de 2007, después de tres años de estudio. Ella tomó el nombre hebreo Ayala (איילה), que significa «cierva», y se ha descrito a sí misma como manteniendo el Sabbath.

### Activismo
En 2014 y 2015, Fisher donó sus zapatos firmados para Small Steps Project Celebrity Shoe Auction. En diciembre de 2015, Fisher y su esposo, Baron Cohen, donaron £335,000 (US$500,000) a Save the Children como parte de un programa para vacunar a niños en el norte de Siria contra el sarampión, y la misma cantidad para el Comité Internacional de Rescate también ayudando a los refugiados sirios.

## Filmografía

### Cine
| Año  | Título                           | Personaje           | Notas                   | Ref    |
| ---- | -------------------------------- | ------------------- | ----------------------- | ------ |
| 1997 | Bum Magnet                       | Emma                | Cortometraje            |        |
| 1998 | Furnished Room                   | Jennie              | Cortometraje            |        |
| 2000 | Out of Depth                     | Chica australiana   |                         |        |
| 2001 | Swimming Pool                    | Kim                 |                         |        |
| 2002 | Dog Days                         | Bianca              |                         |        |
| 2002 | Scooby-Doo                       | Mary Jane           |                         |        |
| 2003 | The Wannabes                     | Kirsty              |                         |        |
| 2003 | Dallas 362                       | Redhead             |                         |        |
| 2004 | I Heart Huckabees                | Heather             |                         |        |
| 2005 | Wedding Crashers                 | Gloria Cleary       |                         |        |
| 2005 | London                           | Rebecca             |                         |        |
| 2006 | Wedding Daze                     | Katie               |                         |        |
| 2007 | The Lookout                      | Luvlee Lemons       |                         |        |
| 2007 | The Simpsons Movie               | Consultora          | Voz, escenas eliminadas | [ 32 ] |
| 2007 | Hot Rod                          | Denise Harris       |                         |        |
| 2008 | Definitely, Maybe                | April Hoffman       |                         |        |
| 2008 | Dr. Seuss' Horton Hears a Who!   | Dra. Mary Lou Larue | Voz                     |        |
| 2009 | Confessions of a Shopaholic      | Rebecca Bloomwood   |                         |        |
| 2010 | Burke and Hare                   | Ginny Hawkins       |                         |        |
| 2011 | Rango                            | Beans               | Voz                     |        |
| 2012 | Bachelorette                     | Katie Lawrence      |                         |        |
| 2012 | Rise of the Guardians            | Hada de los Dientes | Voz                     |        |
| 2013 | The Great Gatsby                 | Myrtle Wilson       |                         |        |
| 2013 | Now You See Me                   | Henley Reeves       |                         |        |
| 2013 | Life of Crime                    | Melanie Ralston     |                         |        |
| 2015 | Visions                          | Eveleigh Maddox     |                         |        |
| 2015 | Klovn Forever                    | Ella misma          | Cameo                   |        |
| 2016 | Grimsby                          | Jodie Figgs         |                         |        |
| 2016 | Nocturnal Animals                | Laura Hastings      |                         |        |
| 2016 | Keeping Up with the Joneses      | Karen Gaffney       |                         |        |
| 2018 | Tag                              | Anna Malloy         |                         |        |
| 2019 | The Beach Bum                    | Minnie              |                         |        |
| 2019 | Greed                            | Samantha McCreadie  |                         |        |
| 2020 | Blithe Spirit                    | Ruth Condomine      |                         |        |
| 2020 | Godmothered                      | MacKenzie Walsh     |                         |        |
| 2021 | Back to the Outback              | Maddie              | Voz                     |        |
| 2023 | Strays                           | Maggie              | Voz                     | [ 33 ] |
| 2024 | The Present                      | Jen Diehl           |                         | [ 34 ] |
| 2025 | Dog Man                          | Sarah Hatoff        | Voz                     |        |
| 2025 | Bridget Jones: Mad About the Boy | Rebecca             |                         |        |
| 2025 | Now You See Me 3                 | Henley Reeves       |                         | [ 35 ] |
| 2025 | Jay Kelly                        | Pamela Palmer       |                         | [ 36 ] |
| 2025 | Playdate                         | Leslie              |                         |        |

### Televisión
| Año       | Título               | Personaje              | Notas                                           |
| --------- | -------------------- | ---------------------- | ----------------------------------------------- |
| 1993      | Bay Cove             | Vanessa Walker         | Papel recurrente                                |
| 1993      | Paradise Beach       | Robyn Devereaux Barsby | 2 episodios                                     |
| 1994–1997 | Home and Away        | Shannon Reed           | Papel principal; 345 episodios                  |
| 1999      | Oliver Twist         | Bet                    | Miniserie; 4 episodios                          |
| 2000      | Sunburn              | Mujer                  | 1 episodio                                      |
| 2000      | Hearts and Bones     | Australian Barmaid     | 1 episodio                                      |
| 2001      | Attila               | Cerca                  | Película de televisión                          |
| 2002      | BeastMaster          | Demon Manaka           | 1 episodio                                      |
| 2004      | Pilot Season         | Butterfly              | 1 episode                                       |
| 2010      | Neighbors from Hell  | Unnamed                | Voz; 3 episodios                                |
| 2011      | Bored to Death       | Rose                   | 2 episodios                                     |
| 2013–2018 | Arrested Development | Rebel Alley            | Elenco principal; 13 episodios (temporadas 4–5) |
| 2015      | Sofia the First      | Button                 | Voz; 2 episodios                                |
| 2018      | Angie Tribeca        | Lana Bobanna           | Episodio: «Glitch Perfect»                      |
| 2020      | Curb Your Enthusiasm | Carol                  | 1 Episodio                                      |
| 2022–2023 | Wolf Like Me         | Mary                   | Protagonista; 13 episodios                      |

## Premios y nominaciones
| Año  | Premio                                  | Categoría                                                | Trabajo                     | Resultado |
| ---- | --------------------------------------- | -------------------------------------------------------- | --------------------------- | --------- |
| 2006 | MTV Movie Awards                        | Mejor desempeño revelación                               | Wedding Crashers            | Ganadora  |
| 2006 | Teen Choice Awards                      | Elección revelación (femenina)                           | Wedding Crashers            | Nominada  |
| 2006 | Teen Choice Awards                      | Choice Hissy Fit                                         | Wedding Crashers            | Nominada  |
| 2008 | Elle Women in Hollywood Awards          | Premio Icon                                              | N/A                         | Ganadora  |
| 2009 | Teen Choice Awards                      | Película Elección Actriz: Comedia                        | Confessions of a Shopaholic | Nominada  |
| 2012 | Alliance of Women Film Journalists      | Mejor animación femenina                                 | Rango                       | Ganadora  |
| 2013 | Alliance of Women Film Journalists      | Mejor animación femenina                                 | Rise of the Guardians       | Nominada  |
| 2014 | AACTA Awards                            | Mejor actriz de soporte                                  | The Great Gatsby            | Nominada  |
| 2014 | Australian Film Critics Association     | Mejor actriz de soporte                                  | The Great Gatsby            | Nominada  |
| 2014 | Film Critics Circle of Australia Awards | Mejor actriz de soporte                                  | The Great Gatsby            | Nominada  |
| 2014 | Jupiter Award                           | Mejor actriz internacional                               | The Great Gatsby            | Nominada  |
| 2014 | Screen Actors Guild Awards              | Destacado desempeño por un grupo en una Serie de Comedia | Arrested Development        | Nominada  |
| 2016 | AACTA Awards                            | Premio Trailblazer                                       | N/A                         | Ganadora  |